# Вільям Сміт (боксер)
Ві́льям Алекса́ндер «Ві́ллі» Сміт (англ. William Alexander "Willie" Smith; 19 липня 1904 — 20 грудня 1955) — південноафриканський боксер, Олімпійський чемпіон з боксу у легшій вазі (1924).

## Біографія
Народився 19 липня 1904 року в місті Йоганнесбург (провінція Ґаутенг).
Заняття спортом розпочав у будинку для сиріт Святого Джорджа під керівництвом першого чемпіону Південної Африки з боксу у найлегшій вазі Джорджа Гарріса. У 1920 році на турнірі, що проходив у сиротинці, його помітив тренер Джонні Ватсон і запросив до себе. Протягом року Віллі Сміт переміг у 32 поєдинках по всій країні.
Вигравши передолімпійський відбірковий турнір, Сміт разом з трьома іншими південноафриканськими боксерами взяв участь у літніх Олімпійських іграх 1924 року в Парижі, де став наймолодшим на той час олімпійським чемпіоном з боксу.
У 1925 році перейшов до професійного боксу, де провів 55 поєдинків, у 38 одержавши перемогу при 14 поразках та 3 нічиїх.
У 1936 році закінчив боксерську кар'єру.
Спробував себе як комівояжер, здійснив кілька комерційних мандрівок.
Після завершення Другої світової війни, Віллі Сміт став одним з найвідоміших південноафриканських рефері. Ним проведено кілька десятків поєдинків, у тому числі й титульних за звання чемпіона Південної Африки та чемпіона Британської імперії.
Помер 20 грудня 1955 року від серцевого нападу в одному з районів Йоганнесбург — Роодепорті.

## На Олімпійських іграх
На літніх Олімпійських іграх 1924 року в Парижі Віллі Сміт почергово переміг:
- 16.07.1924 — Гаррі Вольфа (Швеція);
- 18.07.1924 — Жака Лемотона (Франція);
- 19.07.1924 — Жана Чеса (Франція);
- 20.07.1924 — Салваторе Триполі (США).

## Проофесійна кар'єра
На професійному ринзі дебютував 25 червня 1925 року проти Скотті Фрезера, звівши поєдинок унічию. Через рік, перемігши того ж С. Фрезера, виграв пояс чемпіона Південної Африки.
Одержавши перемоги у наступних 11 поєдинках, Віллі Сміт, врешті, вперше виїхав за межі ПАС й 6 жовтня 1927 року у лондонському Роял Альберт Холлі переміг Тедді Болдока.
Потім відбулась поїздка до США, де 7 грудня 1927 року в Клівленді В. Сміт вперше поступився Домініку Петроне.
1 грудня 1930 року у поєдинку за звання чемпіона Південної Африки переміг Джонні Босмана. Потім кілька разів втрачав і знову здобував цей титул.
Останній свій бій на професійному ринзі провів 26 грудня 1936 року, поступившись у поєдинку за вакантний титул чемпіона Британської імперії Джонні Макґрорі.